# Ую, Марсель
Марсель Ую (нидерл. Marcel Houyoux; 2 мая 1903, коммуна Шатле, провинция Эно, Бельгия — 28 ноября 1983, Шарлеруа, провинция Эно, Бельгия) — бельгийский профессиональный шоссейный велогонщик в 1925—1935 годах. Победитель  однодневной классической велогонки Льеж — Бастонь — Льеж (1932).

## Достижения
1925
10-й Тур Фландрии
1927
2-й Бенш — Шиме — Бенш
1929
7-й Льеж — Бастонь — Льеж
1931
2-й Льеж — Бастонь — Льеж
1932
1-й Льеж — Бастонь — Льеж
1-й — Этап 2 Тур Бельгии